# Raghunathpur (Bihar)
Raghunathpur è una suddivisione dell'India, classificata come census town, di 5.601 abitanti, situata nel distretto di Katihar, nello stato federato del Bihar. In base al numero di abitanti la città rientra nella classe V (da 5.000 a 9.999 persone).

## Geografia fisica
La città è situata a 25° 37' 60 N e 87° 54' 0 E e ha un'altitudine di 30 m s.l.m..

## Società

### Evoluzione demografica
Al censimento del 2001 la popolazione di Raghunathpur assommava a 5.601 persone, delle quali 3.054 maschi e 2.547 femmine. I bambini di età inferiore o uguale ai sei anni assommavano a 1.035, dei quali 520 maschi e 515 femmine. Infine, coloro che erano in grado di saper almeno leggere e scrivere erano 2.964, dei quali 1.882 maschi e 1.082 femmine.